# Charlotte De Bernier Taylor
Charlotte De Bernier Taylor (1806 – 26 novembre 1861) est une entomologiste américaine.

## Biographie

### Jeunesse
Charlotte De Bernier est née à Savannah, dans l'état de Géorgie, en 1806. Elle est la fille de William De Bernier, un planteur, et de Julia Bernard. Elle fait ses études dans une école privée, Madam Binze's School, à New York, puis voyage en Europe.
En 1829, elle épouse James Taylor, qui travaille chez Low, Taylor & Company, et avec qui elle a deux filles et un fils. ils vivent à Savannah, dans un milieu aisé. Elle s'occupe d'élever ses enfants, s'implique dans les problématiques sociales locales, fait des études scientifiques et se met à écrire.

### Recherches
Pendant les années 1830, Charlotte De Bernier Taylor s'investit sérieusement dans l'étude des insectes, et est l'une des premières femmes entomologistes, dans la lignée de Lucy Say et Margaretta Morris. Elle fait publier ses résultats dans des magazines littéraires. Elle étudie les insectes liés à culture du coton pendant quinze ans, puis publie ses recherches dans des magazines américains, notamment le Harpers New Monthly, dans les années 1850. Elle travaille aussi sur les insectes liés à la culture du blé.
Elle utilise une puissante loupe pour étudier les insectes, et illustre ses articles avec des dessins, assistée de ses filles. Au cours de sa carrière, elle publie une étude sur le ver à soie, et écrit des articles d'histoire naturelle, et sur l'anatomie des araignées.
Pendant son voyage en Angleterre, elle réalise des études à l'échelle microscopique sur des échantillons d'eau de mer. Elle commence un travail sur les plantations de l'Île de Man, qui reste inachevé à sa mort. Charlotte De Bernier Taylor meurt le 26 novembre 1861 sur cette île, de la tuberculose.